# Paraskeuas Antzas
Paraskeuas Antzas (in greco: Παρασκευάς Άντζας; Atene, 18 agosto 1976) è un ex calciatore greco, di ruolo difensore.

## Palmarès

### Club
- Campionato greco: 7

Olympiakos: 1998-1999, 1999-2000, 2000-2001, 2001-2002, 2002-2003, 2007-2008, 2008-2009
- Coppa di Grecia: 3

Olympiakos: 1998-1999, 2007-2008, 2008-2009

### Individuale
- Miglior giovane del campionato greco: 1

1998